# Berberis haematocarpa
Berberis haematocarpa är en berberisväxtart som beskrevs av Elmer Ottis Wooton. Berberis haematocarpa ingår i släktet berberisar, och familjen berberisväxter. Inga underarter finns listade i Catalogue of Life.

## Bildgalleri

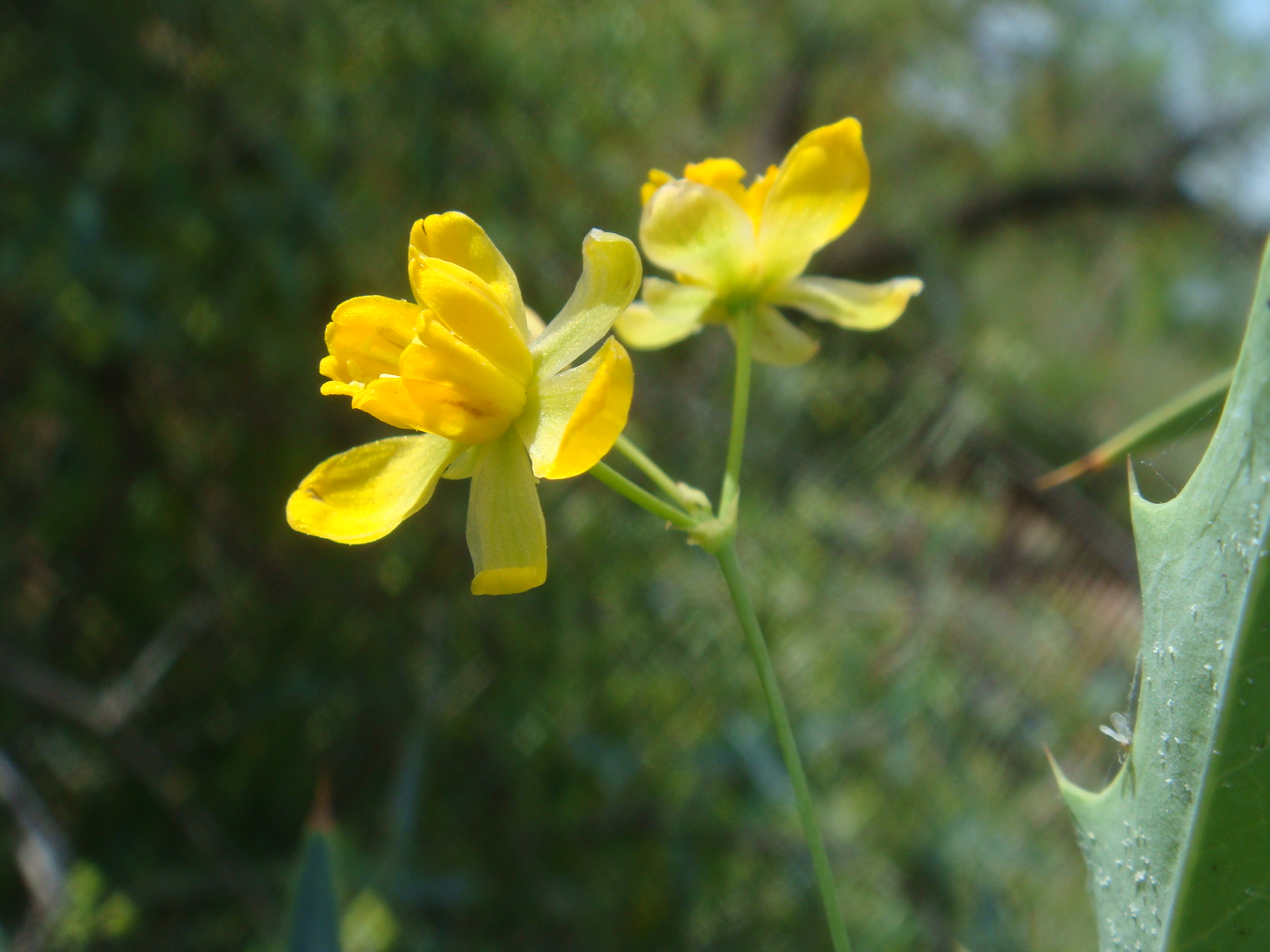